# 岩井郡
- 令制国一覧 > 山陰道 > 因幡国 > 岩井郡
- 日本 > 中国地方 > 鳥取県 > 岩井郡

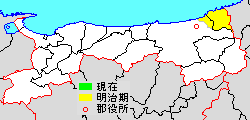
鳥取県岩井郡の位置

岩井郡（いわいぐん）は鳥取県（因幡国）にあった郡。

## 郡域
1879年（明治12年）に行政区画として発足した当時の郡域は、岩美郡岩美町および鳥取市の一部（福部町各町）にあたる。

## 歴史

### 古代から近世
古くは巨濃郡（こののこおり）といった。郡家の所在地は現在の岩美町岩井とする説や同町新井とする説がある。また、『延喜式』に記載されている山埼駅、佐尉（さい）駅は当郡内に置かれたものと見られる。
郡名の変更については鎌倉時代に成立した『拾芥抄』には「石井郡」と記されており、郡名の改称時期を鎌倉期とする説があるが、これを疑問視する説も根強い。通説では中世にかけて岩井庄周辺が国境の重要地域として注目され、「岩井」の表現が郡全体の呼び名として広まったことがきっかけであるとされる。少なくとも寛永10年（1633年）以前には郡名の改称と郡域の変更がなされ、服部庄（現・鳥取市福部町）が編入された。元禄14年（1701年）には郡名が石井より岩井へ改められた。

#### 郷
『和名類聚抄』に記される郡内の郷。
- 蒲生（がもう）郷
- 大野郷
- 宇治郷
- 日野郷
- 石井（いわい）郷
- 高野郷

#### 式内社
『延喜式』神名帳に記される郡内の式内社。
| 神名帳             | 神名帳              | 神名帳 | 神名帳             | 比定社                            | 比定社                              | 比定社   | 集成 |
| 社名               | 読み                | 格     | 付記               | 社名                              | 所在地                              | 備考     | 集成 |
| ------------------ | ------------------- | ------ | ------------------ | --------------------------------- | ----------------------------------- | -------- | ---- |
| 巨濃郡 9座（並小） |                     |        |                    |                                   |                                     |          |      |
| 恩志呂神社         | オシロノ            | 小     |                    | 恩志呂神社                        | 鳥取県岩美郡岩美町恩志95            |          |      |
| 大神社             | オホムワノ          | 小     |                    | （論）美取神社                    | 鳥取県岩美郡岩美町太田166           |          |      |
| 大神社             | オホムワノ          | 小     | （論）多居乃上神社 | 鳥取県鳥取市国府町広西字梅ノ木194 |                                     |          |      |
| 大神社             | オホムワノ          | 小     | （論）荒砂神社     | 鳥取県岩美郡岩美町浦富2541        |                                     |          |      |
| 佐弥乃兵主神社     | サミノ-             | 小     |                    | 佐弥乃兵主神社                    | 鳥取県岩美郡岩美町河崎字佐弥屋敷211 |          |      |
| 高野神社           | タカノノ            | 小     |                    | 高野神社                          | 鳥取県岩美郡岩美町延興寺69          |          |      |
| 許野乃兵主神社     | コヤノ-             | 小     |                    | 許野乃兵主神社                    | 鳥取県岩美郡岩美町浦富686           |          |      |
| 二上神社           | フタカミノ          | 小     |                    | 二上神社                          | 鳥取県岩美郡岩美町岩常213           |          |      |
| 御湯神社           | ミユノ              | 小     |                    | 御湯神社                          | 鳥取県岩美郡岩美町岩井字宮谷141     | [ 注 1 ] |      |
| 日野神社           | ヒノノ              | 小     |                    | 日野神社                          | 鳥取県岩美郡岩美町大谷2181          |          |      |
| 甘露神社           | カムロノ アマツユノ | 小     |                    | 甘露神社                          | 鳥取県岩美郡岩美町字陸上493         |          |      |
| 凡例を表示         |                     |        |                    |                                   |                                     |          |      |

1. ↑  「御湯神社」『日本歴史地名大系 32 鳥取県の地名』 平凡社、1992年、p. 90。

### 近世以降の沿革
- 明治初年時点で、概ね全域が因幡鳥取藩領であった。「旧高旧領取調帳」に記載されている村は以下の通り。●は村内に寺社領が存在。（51村）

洗井村、鳥越村、銀山村、蒲生村、馬場村、相山村、白地村、真名村、長谷村、湯村、宇治村、恩志村、高山村、陸上村、田河内村、大羽尾村、小羽尾村、相谷村、牧谷村、浦富村、町浦富村、岩本村、大谷村（現・岩美町大谷）、本庄村、新井村、河崎村、大田村、岩常村、高住村、長郷村、院内村、荒金村、黒谷村、池谷村、延興寺村、大谷村（現・岩美町小田）、外村、大坂村、唐川村、左近村、久志羅村、中村、蔵見村、南田村、栗谷村、箭渓村、八重原村、高江村、●細川村、海士村、湯山村
- 明治7年（1874年） - 湯村が改称して岩井宿となる。（1宿50村）
- 明治10年（1877年）（1宿52村）
  - 浦富村の一部が分立して田後村となる。
  - 岩本村の一部が分立して網代村となる。
  - 細川村の一部が分立して岩戸村となる。
  - 町浦富村が浦富村に合併。
  - 大谷村（現・岩美町小田）が改称して小田大谷村となる。
- 明治4年7月14日（1871年8月29日） - 廃藩置県により鳥取県の管轄となる。
- 明治9年（1876年）8月21日 - 第2次府県統合により島根県の管轄となる。
- 明治12年（1879年）1月12日 - 郡区町村編制法の島根県での施行により行政区画としての岩井郡が発足。「邑美法美岩井郡役所」が邑美郡鳥取町に設置され、同郡・法美郡とともに管轄。
- 明治14年（1881年）9月12日 - 鳥取県の管轄となる。

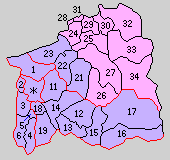
21.志保美村 22.元塩見村 23.服部村 24.大岩村 25.本庄村 26.高野村 27.新宮村 28.網代村 29.浦富村 30.牧谷村 31.田後村 32.東村 33.岩井村 34.蒲生村（紫：鳥取市 桃：岩美郡岩美町 1 - 6は邑美郡 11 - 19は法美郡）

- 明治22年（1889年）10月1日 - 町村制の施行により、以下の各村が発足。特記以外は全域が現・岩美郡岩美町。（14村）
  - 志保美村 ← 左近村、久志羅村、中村、蔵見村、南田村（現・鳥取市）
  - 元塩見村 ← 八重原村、箭渓村、高江村、栗谷村（現・鳥取市）
  - 服部村 ← 湯山村、海士村、細川村、岩戸村（現・鳥取市）
  - 大岩村 ← 大谷村、岩本村
  - 本庄村 ← 大田村、本庄村、新井村、河崎村、恩志村、高山村
  - 高野村 ← 池谷村、延興寺村、外村、小田大谷村、大坂村、唐川村
  - 新宮村 ← 岩常村、高住村、長郷村、院内村、荒金村、黒谷村
  - 網代村（単独村制）
  - 浦富村（単独村制）
  - 牧谷村 ← 牧谷村、相谷村
  - 田後村（単独村制）
  - 東村 ← 大羽尾村、小羽尾村、陸上村、田河内村
  - 岩井村 ← 岩井宿、宇治村、長谷村、真名村、白地村
  - 蒲生村 ← 相山村、蒲生村、馬場村、銀山村、洗井村、鳥越村
- 明治29年（1896年）4月1日 - 郡制の施行のため、「邑美法美岩井郡役所」の管轄地域をもって岩美郡が発足。同日岩井郡廃止。

## 行政
歴代邑美・法美・岩井郡長については邑美郡を参照。